# Cubieboard
Cubieboard é um computador de placa única, feito em Zhuhai, Guangdong, China. O primeiro lote de protótipos foram vendidos em setembro de 2012. A versão de produção começou a ser vendido em outubro de 2012.  É compatível com o Android 4 ICS,  Ubuntu 12.04 desktop, Fedora 19 ARM Remix desktop, Arch Linux ARM, uma distribuição baseada no Debian chamada de Cubian e OpenBSD.
Ele usa o Allwinner A10 SoC, popular em tablets de baixo custo, smartphones e Media PCs.
A equipe Cubieboard conseguiu executar um cluster de computadores Apache Hadoop usando a distribuição Linux Lubuntu. 

## Especificações técnicas

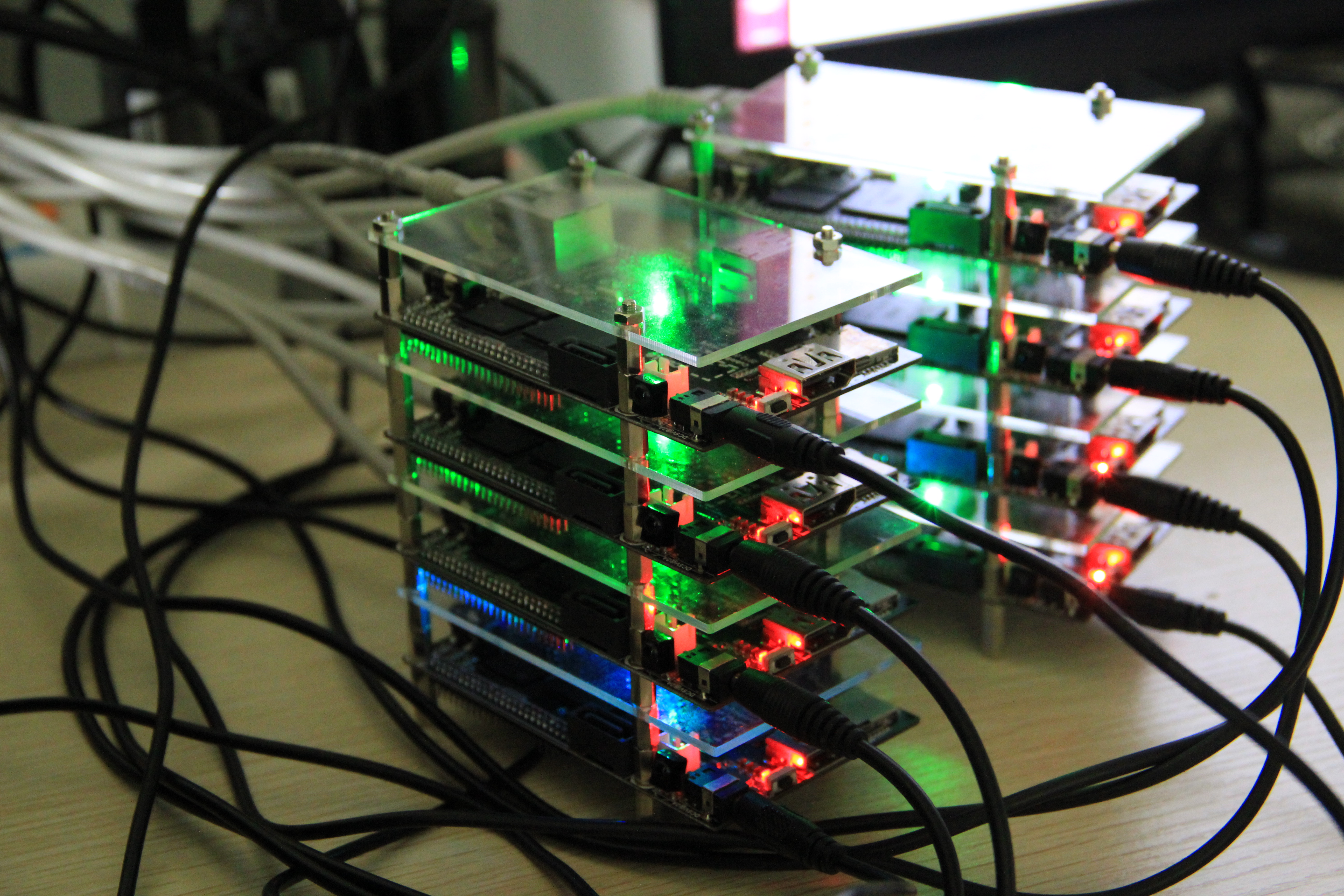
Cubieboard cluster rodando Apache Hadoop

### Cubieboard1
Utiliza processador AllWinner A10 ou compatíveis
- SoC: AllWinner A10
  - CPU: Cortex-A8 @ 1 GHz CPU,
  - GPU Mali-400 MP
  - video acceleration: CedarX capaz de rodar vídeos a 2160p
  - controlador de vídeo: desconhecido, suporta HDMI 1080p
- 512 MiB (beta) ou 1GiB (final) DDR3
- 4 GB NAND flash built-in, 1x microSD slot, 1x SATA port.
- 10/100 Ethernet
- 2x USB Host, 1x USB OTG, 1x CIR.
- 96 pinos de extensão incluindo I²C, SPI, LVDS
- Dimensões: 10 cm × 6 cm

### Cubieboard2
Lançado em 2013, veio com melhoramentos do processador trocando o AllWinner A10 SoC pelo AllWinner A20